# 자힐리야
자힐리야(아랍어: جاهلية)는 사전적 의미로 "무지"를 뜻하는 아랍어이다. 아랍 역사적 시각에서는 이슬람 등장 이전 시대·상태이며, 이슬람 정신이 없는 시대로 "무지의 시대"라고 불렸다.

## 역사적 배경
이슬람 등장 이전 아라비아 반도는 대개 부족 중심의 유목 사회였다. 또 척박한 자연 환경 속에서는 약탈은 목축과 함께 주요 생계 수단이었기에, 부족 간의 약탈과 그에 대한 보복이 끊임 없이 일어났다. 이러한 배경에서 음주, 간음, 영아살해, 생매장, 우상숭배 등 악습이 자행되었다. 이러한 풍습들은 이슬람의 가치와 어긋났기에 야만적이라 여겨졌다.